# Arlspitze
Die Arlspitze (auch Schuhflicker, früher auch Kendlachkogel) ist ein 2215 m ü. A. hoher Berg in der Ankogelgruppe der Zentralalpen im österreichischen Bundesland Salzburg.

## Lage und Umgebung
Der Gipfel der Arlspitze erhebt sich an der Grenze der Gemeinden Dorfgastein im Süden und Sankt Veit im Pongau im Norden. Die östlichen Hänge gehören zur Gemeinde Großarl. Der Gipfelbereich ist Teil des 867,05 ha großen Naturschutzgebiets Paarseen-Schuhflicker-Heukareck. Zwischen den Gipfeln der Arlspitze und des Kieserls im Süden liegt der Gebirgspass Arltörl. Mit der Grabner-Heimalm, der Hauserbauernalm und der Rodelberg-Heimalm erstrecken sich an den südwestlichen Hängen drei Almen, die zur Ortschaft Maierhofen gehören.
Nordwestlich des Gipfels liegt der kleine Schuhflickersee. Ihren Ursprung auf der Arlspitze haben mit dem Aubach und dem Unterbergbach zwei linksseitige Nebenbäche der Großarler Ache und mit dem Heumoosbach ein rechtsseitiger Nebenbach des Mayerhofbachs. Der Heumoosbach fließt durch den Kendlachgraben.
Am Berg befindet sich eine Stempelstelle für Wandernadeln des Österreichischen Alpenvereins (ÖAV). Die Arlspitze zählt zu den 55 Gipfeln des Gasteinertals, für deren vollständige Besteigung der Gasteiner Gipfelkranz vergeben wird, die höchste Klasse der Gasteiner Wandernadeln des ÖAV.

## Geologie
In geologischer Hinsicht gehört die Arlspitze zum tieferen Teil des Großarler Sandstein-Breccien-Komplexes des Tauernfensters (Penninikum). Dieser setzt sich vor allem aus metamorphem Trias-Dolomit sowie aus nach der Trias entstandenen polymikten Dolomit-Breccien und Quarziten zusammen.

## Fauna und Flora
Die Gamswild-Ruhezone der Arlspitze darf von 1. Dezember bis 31. Mai nicht betreten werden. Am Berg wurde die Alpendohle (Pyrrhocorax graculus) beobachtet.
Im alpinen Ödland rund um den Schuhflickersee gibt es einen Bestand an Rostblättrigen Alpenrosen (Rhododendron ferrugineum). An den südlichen Hängen erstreckt sich ein ökologisch wertvoller Grünerlen-Buschwald. Am Berg wachsen der Alpen-Flachbärlapp (Diphasiastrum alpinum) und Isslers Flachbärlapp (Diphasiastrum issleri), außerdem der Schöne Schwingel (Festuca pulchella Schrad.).

## Name und Geschichte
Der Name Arlspitze war lange Zeit nur der auf der Großarler Seite verwendete, während auf der Gasteiner Seite der Name Kendlachkogel üblich war. Die Bezeichnung Schuhflicker wird in Gastein sowohl für den eigentlichen Berg als auch für das darunter liegende Gebiet gebraucht. Die Sage Der Schuhflicker erzählt von einem Schuster, der als Strafe für Gotteslästerung mit seiner Almhütte von einem Blitz getroffen wurde und zu Stein erstarrte.
Die Naturfreunde veranstalteten bereits in den 1920er Jahren Wandertouren über den Berg. In den 1930er Jahren zählte die Arlspitze zu den wichtigsten Bergen für Schifahrten im Großarler Schigebiet.